# 大阪市立野田小学校
大阪市立野田小学校（おおさかしりつ のだしょうがっこう）は、大阪府大阪市福島区野田5丁目にある公立小学校。

## 沿革
1903年に北区（1925年此花区、1943年福島区）西野田地区で2番目の小学校・大阪市第二西野田尋常小学校として、北区西野田今開町（1922年以降は同町1丁目51番地。現在地）に開校した。大阪市第一西野田小学校（現在の玉川小学校）から分離する形で開校している。
高等科については、短期間で設置と廃止を繰り返している。
1919年10月3日には、第二西野田小学校および第三西野田小学校（現在の大阪市立吉野小学校）の校区を再編する形で、大阪市第四西野田尋常小学校が北区西野田新家（現在の福島区吉野5丁目9番。現大阪市立野田中学校敷地）に開校している。
国民学校令により、1941年に大阪市野田国民学校と称した。1942年には芦分国民学校を統合している。
太平洋戦争の戦局悪化により、1944年には広島県沼隈郡水呑村（現在の福山市）などへ集団疎開を実施した。1945年3月13日の大阪大空襲では、校舎の一部に被害を受けた。

### 芦分国民学校
芦分国民学校は1873年に北大組第十区小学校として開校した。芦分尋常小学校と改称したのち、1909年に北区下福島5丁目（現在の福島区野田6丁目2番、跡地は大阪市建設局西北工営所）に移転した。
しかし大阪市は1940年代に中等学校増設策をとることにした。その際新規の校舎建設・校地確保をする余裕がなかったため、既存の小学校を近隣校に統廃合させる形で廃校とし、空いた校舎を中等学校に転用することにした。芦分校は校舎転用の対象となり、校舎を新設の芦分高等家政女学校（終戦直後に廃校）に明け渡す形で1942年に廃校となった。
児童は野田国民学校へ転入することになった。一方で芦分国民学校廃校後1年間は地域の意向により、家政女学校に同居する形で旧芦分校校舎を地域分校として2-6年生児童が学んでいた。しかし翌1943年に分校は廃止され、本校に統合された。
分校廃止と同日の1943年4月1日付で大阪市の行政区の再編成もおこなわれ、旧芦分校校区を分断する形で此花区と福島区の境界が引かれたため、福島区側在住の児童は野田国民学校本校へ、此花区側在住の児童は大阪市西九条国民学校（現在の大阪市立西九条小学校）へと分離編入された。

### 年表
- 1903年6月27日 - 大阪市第二西野田尋常小学校として開校。
- 1907年4月18日 - 高等科を設置。大阪市第二西野田尋常高等小学校と改称。
- 1914年4月1日 - 高等科を廃止。大阪市第二西野田尋常小学校と改称。
- 1919年10月3日 - 大阪市第四西野田尋常小学校の開校により校区を再編。
- 1925年4月1日 - 高等科を設置。大阪市第二西野田尋常高等小学校と改称。
- 1930年4月1日 - 高等科を廃止。大阪市第二西野田尋常小学校と改称。
- 1934年9月21日 - 室戸台風により校舎被害。
- 1939年4月1日 - 高等科を廃止。大阪市野田尋常小学校と改称。
- 1941年4月1日 - 国民学校令により、大阪市野田国民学校と改称。
- 1942年4月1日 - 芦分国民学校を統合。旧芦分校の校舎は地域分校とする。
- 1943年4月1日 - 芦分分校を廃止し本校へ統合。旧芦分校校区の一部を大阪市西九条国民学校の校区へ変更。
- 1944年9月20日 - 広島県沼隈郡水呑村（現在の福山市）などへ集団疎開。
- 1945年3月13日 - 大阪大空襲で校舎の一部が被害を受ける。
- 1947年4月1日 - 学制改革により、大阪市立野田小学校と改称。
- 1956年2月2日 - 大阪府学校給食会より、給食優良校として表彰を受ける。
- 1957年10月8日 - 学校給食優良校として文部大臣賞を受賞する。
- 1960年12月13日 - 衛生統計調査優良校として文部大臣賞を受賞する。
- 1970年11月18日 - 大阪府健康優良学校・大阪府準一位となる。
- 1984年2月16日 - 大阪市よい歯の学校として表彰を受ける。
- 1997年6月13日 - 第48回造形表現・図画工作・美術教育研究全国大会の会場となり、研究授業を実施。
- 1999年9月30日 - 全日本学校歯科保健優良校として表彰を受ける。

## 通学区域
- 大阪市福島区[2]
  - 野田1-6丁目

卒業生は大阪市立下福島中学校へ進学する。

## 交通
- JR大阪環状線 野田駅 南西へ約300m
- Osaka Metro千日前線 玉川駅 南西へ約300m
- 大阪シティバス 野田バス停